# Ряд Ірвінга — Вільямса
Ряд Ірвінга — Вільямса (англ. Irving — Williams series) — відповідає ряду, у якому термодинамічна стабільность комплексів змінюється в залежності від природи центрального йона металу. У 1953 році Гаррі Ірвінг та Роберт Вільямс помітили, що відносна стабільність октаедричних комплексів двовалентних перехідних елементів першого ряду (IV період) зростає зі збільшенням порядкового номера, із максимальною стабільністю мідних комплексів: Mn2+< Fe2+< Co2+<Ni2+< Cu2+>Zn2+.

## Пояснення
Наразі поширеними є три пояснення цього явища.
1. Йонний радіус елементів зменшується вздовж періоду із ростом порядкового номера елемента від Mn(II) до Zn(II), що робить внесок у ріст стабільності комплексних сполук.
2. У рамках теорії кристалічного поля (ТКП), стабілізація координаційних сполук кристалічним полем (енергія стабілізації кристалічним полем - ЕСКП) зростає від нуля для Mn(II) до максимуму для Ni(II). Це призводить до росту стабільності комплексів у ряду до Ni(II) і спадання до Zn(II), для якого ЕСКП також рівна нулю через повністю заповнену 3-d електронну оболонку.
3. Не дивлячись на те, що ЕСКП для Cu(II) менше ніж для Ni(II), мідні октаедричні комплекси деформуються внаслідок ефекту Яна-Теллера, що призводить до значного росту їх стабільності.